# Koloman Haščič
Koloman Haščič (4. listopadu 1939 – 26. května 2016) byl slovenský silniční motocyklový závodník.

## Závodní kariéra
Závodní kariéru zahájil v krajském přeboru v roce 1965, v roce 1966 skončil pátý v mistrovství Slovenska ve třídě do 350 cm³, v roce 1971 skončil v mistrovství Slovenska třetí ve třídě do 250 cm³ a druhý ve třídě do 350 cm³, stejně jako skončil druhý v roce 1973 ve třídě do 250 cm³ a v roce 1974 ve třídě do 350 cm³. V mistrovství Československa silničních motocyklů startoval v letech 1969 až 1975. Závodil ve třídách do 250 cm³ a 350 cm³ na motocyklech Jawa. V mistrovství Československa skončil nejlépe na celkovém devátém místě v roce 1972 ve třídách do 250 cm³ a 350 cm³ a 1973 ve třídě do 250 cm³. Jeho nejlepším výsledkem v jednotlivém závodě mistrovství Československa je 4. místo v Bratislavě v roce 1972 ve třídě do 250 cm³.

## Úspěchy
- Mistrovství Československa silničních motocyklů – celková klasifikace

- - 1969 do 350 cm³ – 22. místo – Jawa
  - 1970 do 250 cm³ – 24. místo – Jawa
  - 1970 do 350 cm³ – 17. místo – Jawa
  - 1971 do 250 cm³ – 14. místo – Jawa
  - 1971 do 350 cm³ – 24. místo – Jawa
  - 1972 do 250 cm³ – 9. místo – Jawa
  - 1972 do 350 cm³ – 9. místo – Jawa
  - 1973 do 250 cm³ – 9. místo – Jawa
  - 1973 do 350 cm³ – 19. místo – Jawa
  - 1974 do 250 cm³ – 29. místo – Jawa
  - 1974 do 350 cm³ – 26. místo – Jawa
  - 1975 do 250 cm³ – 22. místo – Jawa